# Оксид-силикат кальция
Оксид-силикат кальция — неорганическое соединение,
оксосоль кальция и кремниевой кислоты с формулой Ca3OSiO4,
бесцветные кристаллы,
не растворяется в воде.

## Получение
- В природе встречается минерал алит — Ca3OSiO4 или 3CaO•SiO2 с различными примесями [1].

## Физические свойства
Оксид-силикат кальция образует бесцветные кристаллы
тригональной сингонии,
пространственная группа R 3m,
параметры ячейки a = 0,715 нм, c = 2,556 нм .
Не растворяется в воде.

## Применение
Является одним из компонентов цемента, портландцемента, цементного клинкера.